# ケイマン諸島

ケイマン諸島
Cayman Islands

 （204位）

ケイマン諸島（ケイマンしょとう、Cayman Islands）は、西インド諸島を構成する諸島の一つ。イギリスの海外領土であり、グランドケイマン島、ケイマンブラック島、リトルケイマン島の3島からなる。人口は64,309人（2022年）。首都はジョージタウン。

## 歴史

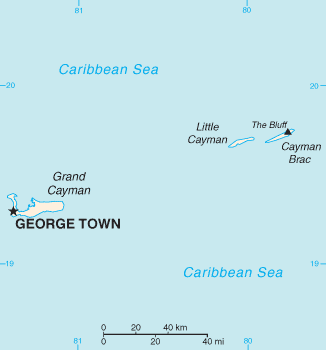
西からグランドケイマン島、リトルケイマン島、ケイマンブラック島

1503年5月10日、クリストファー・コロンブスの4度目の航海中に確認された。無人島であり、岩と間違えるほどたくさんのウミガメがいたことからスペイン語でウミガメを意味するラス・トルトゥガス (Las Tortugas)と命名された。しかし発見当時アメリカワニも多く生息していたことから、カリブ・インディオの言葉でワニを意味するケイマナス (Caymanas)という名で呼ばれるようになり、それが現在の「ケイマン」の名の語源になっている。
1655年にオリバー・クロムウェル率いるイギリス海軍がスペイン領だったジャマイカを奪い、1670年、マドリード条約でジャマイカとともにイギリス領となった。ケイマン諸島の最初の住民はクロムウェルの海兵であるウィリアム・ボーデンで、ボーデンタウンという入植地を築き、20世紀初期にケイマン諸島の首都がジョージタウンに移るまでボーデンタウンはケイマン諸島の中心地であった。後は難破船の船員などと言われている。その後、海賊がケイマン諸島に侵入し、ケイマンブラック島にある洞窟に財宝を隠したと言われ、ロバート・ルイス・スティーヴンソンが書いた宝島のモデルにもなったと言われている。1961年に西インド連邦が結成され、1962年にジャマイカが独立するまでは、ジャマイカとケイマン諸島は一つの植民地として統治されていた。
1993年に紋章・国旗・国歌を定める法律が制定され、それまで非公式であったケイマン諸島の国歌（national song) である 'Beloved Isle Cayman' が正式に定められた。イギリス領としての国歌 (national anthem) である「国王陛下万歳」（女王陛下万歳）は引き続き用いられる。
2004年、ハリケーン・アイバンおよびケイマン諸島地震 (2004年)により被害を受けた。

## 政治
ケイマン諸島は自治権を持っており、18歳以上の者に対して選挙権がある。議会は4年ごとに改選される。社会政策は全くと言っていいほど充実しておらず、福祉国家以前の夜警国家であるなどと言われることもある。

## 法律
ケイマン諸島は、それ自体独自の法域である。

## 地理
ケイマン諸島はジャマイカから北西約30 kmに位置し、グランドケイマン島 (195.85 km2)、ケイマンブラック島 (36.26 km2)、リトルケイマン島 (25.9 km2) の3つのサンゴ礁の島からなる。

## 行政区画
ケイマン諸島は、6地区 (District)に分かれる。

## 経済

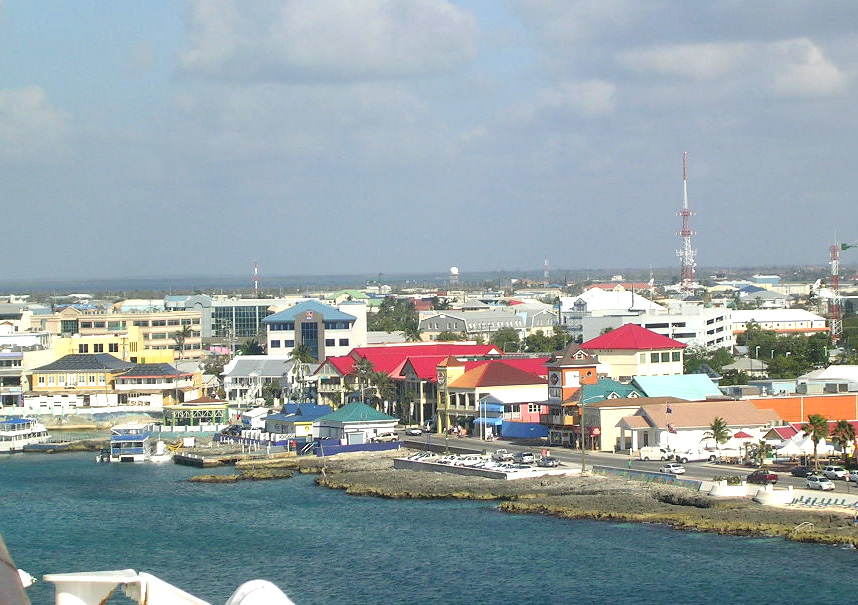
ジョージタウン

ケイマン諸島は西インド諸島の中では生活水準が高い。主要産業は観光で、古くからスキューバダイビングの名所として知られる。タックス・ヘイヴンであるためオフショア・バンキングも盛んで、ここに資産運用会社や特別目的会社 (SPC)を置く海外の金融業も多い。しかし租税回避やマネーロンダリングにケイマン法人が使用されることも多いため、OECDはケイマン政府に対し、透明性と実効ある情報交換を2005年までに実現するよう要求している。2010年には、イギリスのシンクタンクにより世界第34位の金融センターと評価されている。

## 交通
空港はグランドケイマン島のオーエン・ロバーツ国際空港がある。ケイマンブラック島にもジェラルド・スミス空港という空港がある。リトルケイマン島はエドワード・ボーデン飛行場があるが、一般の道路が滑走路代わりに使われており、小型機でしか着陸できない。

## 住民
多くは、イギリスの白人とアフリカ系黒人との混血のムラートで、50%を占めている。後は、黒人が30%、白人が20%である。宗教はキリスト教のプロテスタントが85%を占める。公用語は英語。

## 電圧とプラグ
電圧は110Vで周波数は60Hz。プラグの形状はAタイプ。

## スポーツ
クリケットは他の西インド諸島と同じく人気スポーツである。1940年から泥や泥灰土のピッチでクリケットが開催され、ほとんどの試合はウェストベイ地区とジョージタウン地区の間で行われた。1973年にグラウンドとパビリオンが開発され、スミスロードオーバルと名付けられた。この会場は現在、ケイマン諸島のクリケットのメッカと呼ばれている。観光業や金融業によるケイマン経済の急速な発展により、多くの外国人が移住し、その中にはクリケット選手も多くいた。ケイマン諸島クリケット協会は1997年に国際クリケット評議会に加盟し、2002年には準会員に昇格した。